# Stevica Ristić
Stevica Ristić (Versec, 1982. május 23. –) macedón válogatott labdarúgó.

## Pályafutása

### Válogatottban
A macedón válogatottban 17 mérkőzést játszott, melyeken 1 gólt szerzett.

## Statisztika
| Macedón válogatott | Macedón válogatott | Macedón válogatott |
| Időszak            | Mérk.              | gól                |
| ------------------ | ------------------ | ------------------ |
| 2007               | 4                  | 1                  |
| 2008               | 3                  | 0                  |
| 2009               | 1                  | 0                  |
| 2010               | 5                  | 0                  |
| 2011               | 2                  | 0                  |
| 2012               | 2                  | 0                  |
| Összesen           | 17                 | 1                  |